# 阶级斗争 (土耳其)
阶级斗争（土耳其語：Sınıf Mücadelesi）是土耳其的一个托洛茨基主义组织，总部设在英国。该组织的意识形态是共产主义、马克思主义、列宁主义、托洛茨基主义、女性主义。该组织的政治立场是极左翼。该组织出版刊物《阶级斗争》。该组织是国际共产主义联盟的附属组织。